# Sant'Agnese/Annibaliano
Sant'Agnese/Annibaliano är en station på Roms tunnelbanas Linea B1. Stationen är belägen i distriktet Trieste i nordöstra Rom och togs i bruk år 2012. Stationen är uppkallad efter basilikan Sant'Agnese fuori le Mura och Piazza Annibaliano.
Stationen Sant'Agnese/Annibaliano har:
- Biljettautomater
- WC

## Kollektivtrafik
- Busshållplats för ATAC

## Omgivningar
- Santa Maria Goretti
- Sant'Emerenziana
- Sant'Agnese fuori le Mura
- Santa Costanza
- Nostra Signora del Santissimo Sacramento e Santi Martiri Canadesi
- Villa Leopardi
- Villa Blanc
- Piazza Giovanni Winckelmann
- Largo di Villa Bianca
- Parco Virgiliano
- Piazza Istria
- Cordo Trieste
- Villa Mirafiori